# Paech-Brot

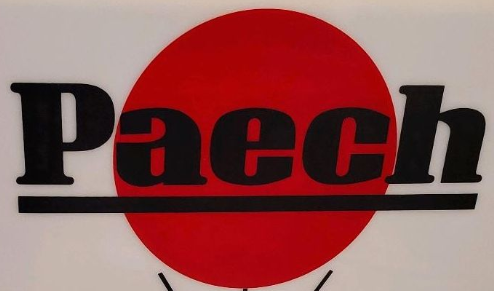
Logo von Paech-Brot

Paech-Brot war ein vom Berliner Unternehmer Eberhard Paech (1910–2000), einem Pionier des industriellen Backens in Deutschland, gegründetes Unternehmen.
Im  Jahr 1986 verkaufte Paech sein Unternehmen an die Großbäckerei Wendeln, seit 2002 ein Teil von Kamps. Der Markenname Paech wurde bis 1989 weitergeführt.
Die große Paech-Brot-Fabrik im Stephankiez in Berlin-Moabit (zwischen Birken- und Stephanstraße) wurde 1927 erbaut und 1993 geschlossen, Ende der 1990er Jahre wurde in einem kleinen Teil vorübergehend noch einmal produziert. Der Abriss begann 2004, der Schornstein stand bis 2008. Auf dem Gelände steht seit 2010 ein großes Einkaufszentrum, der Backshop des dortigen Supermarktes führt aus Traditionsgründen wieder Logo und Namen von Paech-Brot.
Eine Brotfabrik in Schleswig-Holstein in Meddewade wurde 1954 als Filiale gegründet und 2003 endgültig geschlossen.
Bekannte Paech-Brote waren die unter den Handelsnamen Tiefenfurter und Uckermärker ausgelieferten Roggenmischbrote, die noch heute, z. B. von Schäfer’s, in Lizenz produziert und angeboten werden.